# Jarava ichu
Espèce
Classification APG III (2009)
Jarava ichu ou Stipa ichu (Ruiz & Pav.) Kunth 1829, localement appelée ichu, paja brava, ou paja ichu, est une espèce de graminée (famille des Poaceae).
Cette plante herbacée se rencontre dans l'altiplano andin en Amérique du Sud, et au Mexique. Elle est employée comme fourrage pour le bétail, principalement pour les camélidés sudaméricains. Elle est endémique au Mexique, au Costa Rica, au Salvador, au Guatemala, au Venezuela, en Bolivie, en Colombie, en Équateur, au Pérou et en Argentine[réf. nécessaire].
L'ichu supporte le climat aride de l'altiplano andin. Il pousse dans un sol pierreux et sablonneux.

## Liste des variétés
Selon Tropicos (27 juin 2016) (Attention liste brute contenant possiblement des synonymes) :
- variété Jarava ichu var. ichu
- variété Jarava ichu var. pungens (Nees & Meyen) Ciald.